# 숭가이 왕 플라자
숭가이 왕 플라자(영어: Sungei Wang Plaza, 말레이어: Plaza Sungei Wang)는 말레이시아 쿠알라룸푸르 부킷빈탕에 있는 쇼핑 센터이다.

## 역사
쇼핑 센터는 1972년 5월 16일에 설립되었으며 1977년에 영업을 시작했다. 1992년과 2013년에 리노베이션과 보수 공사가 진행되었다.